# Митрофан (епископ Коломенский)
Епископ Митрофан (? — 1522, Троицкий монастырь) — епископ Русской православной церкви, епископ Коломенский (1507—1518).
Возможно был постриженником Троице-Сергиева монастыря. На страницах письменных источников Митрофан впервые упоминается 16 мая 1504 года. До епископской хиротонии он был архимандритом Московского Андроникова монастыря и около 1504 года стал духовником Великого князя Ивана III.

## Духовник Великого князя
Иван III ценил своего духовника, влияние которого на государя признавали современники. Весной 1504 года благодаря вмешательству архимандрита Митрофана, вызванному просьбой Иосифа Волоцкого, удалось ускорить расследование дел о еретиках. По повелению Великого князя Митрофан построил в Андрониковом монастыре кирпичную трапезную. Он также был послухом при духовной грамоте Великого князя.
Принадлежность к узкому кругу доверенных лиц Ивана III, а следовательно и тесная связь с великокняжеской семьей, а также дружба и поддержка Иосифа Волоцкого при следующем Великом князе вознесли архимандрита Митрофана к вершинам церковной иерархии. В 1507 году он был хиротонисан во епископа Коломенского, то есть взошел на кафедру великокняжеского домена. А. Б. Мазуров предполагает, что в 1510—1518 гг. епископ Митрофан был неформальным лидером Русской православной церкви.

## Епископ Коломенский
Митрофан был одним из устроителей (вместе со своим предшественником и преемником по кафедре) владычных слобод в Коломне, выстроенных на посадской земле и не обладавших иммунитетом.
При Василии III он выполняет несколько ответственных государственных поручений. Осенью 1509 г. вместе с архимандритом Симонова монастыря Варлаамом, князем Андреем Ивановичем и царевичем Петром состоял при государе в его миссии в Великий Новгород, где в отсутствие архиепископа отправлял церковные богослужения. Позже он освятил присоединение Пскова к Москве.
3 августа 1511 года влиятельный коломенский епископ присутствовал при поставлении архимандрита Варлаама в митрополиты Московские. Также известно, что впоследствии он освятил два важных храма: 15 декабря 1514 г. — Сергиевскую надвратную церковь в Троице-Сергиевом монастыре, выстроенную на средства Василия III, а в 1517 г. (вместе с митрополитом, Досифеем Крутицким и Нилом Тверским) — Богородицерождественский храм в Московском кремле.
По предположению Б. М. Клосса в период пребывания на кафедре в 1507—1518 гг. епископ Митрофан составил первоначальный вариант «Сказания о Мамаевом побоище».

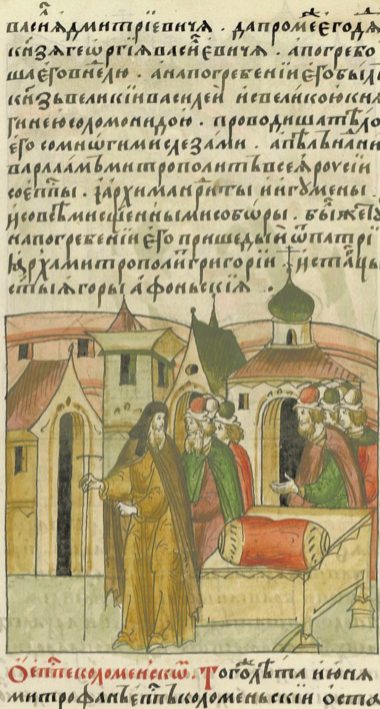
Митрофан епископ коломенский оставляет кафедру

## Никола Заразский
В 1514—1515 гг. в Коломне «гостила» чудотворная икона Св. Николая Мирликийского, пребывание которой ознаменовалось рядом чудотворений. Владыка Митрофан трижды извещал Великого князя о славных чудесах, происшедших в Коломне от этого образа. При получении первых известий правитель повелел в течение года поставить в Коломне каменный Никольский храм «с изыском», приняв расходы на себя. Чудо с возвращением украденного оклада побудило прислать владыке Митрофану и всему священному собору «милостыню довольну».
Во всех событиях, связанных с чудесами Николы Заразского, епископ Митрофан принимал непосредственное участие. Он первым узнал о видении Созонта Киселева о месте нахождения украденного оклада; по его инициативе «Никольские попы» были отправлены со списком иконы назад на погост у берега Осетра. Однако вскоре случилось чудо перемены икон. Сам чудотворный образ оказался при своем старом престоле, в Коломну вернулся список, а вскоре к владыке «приехали вборзе» «никольские попы» для извещения его о чудесном перемещении.
По инициативе епископа Митрофана был составлен окончательный вариант Цикла повестей о перенесении чудотворного образа Николы Заразского.

## Пребывание на покое
1 июля 1518 года по болезни владыка Митрофан оставил кафедру и удалился на покой в Троицу, вложив при этом 40 рублей. А. А. Зимин связывал оставление кафедры Митрофаном с проводимой близким к нестяжателям митрополитом Варлаамом политикой по замене воинствующих иосифлян-епископов.
Скончался в 1522 году в Троицком монастыре, где и похоронен.